# Endrunde der Deutschen Mannschaftsmeisterschaft im Schach 1955
Die Endrunde der Deutschen Mannschaftsmeisterschaft im Schach 1955 fand am 7. und 8. Januar 1956 in Lindenfels (Odenwald) statt.
Es traten die Düsseldorfer Schachgesellschaft von 1925, der Freiburger Schachklub von 1887, die Hamburger Schachgesellschaft und die Schachfreunde Frankfurt von 1921 im Finale der 9. Westdeutschen Mannschaftsmeisterschaft in Lindenfels an. Turnierleiter war Willi Fohl.
Harry J. Steffes (Freiburger Pressereferent) schreibt am 12. Januar 1956 in der Badischen Zeitung: "Zum ersten Mal nach dem Kriege ließ der Deutsche Schachbund die Endrunde der Mannschaftsmeisterschaft nicht nach dem gewohnten Modus Jeder gegen Jeden, sondern nach dem K.o.-System austragen".

## Erste Runde
|   | Düsseldorf       | Frankfurt          | 5,0:3,0 |
| - | ---------------- | ------------------ | ------- |
| 1 | Georg Kieninger  | Walter Jäger       | remis   |
| 2 | Walter Niephaus  | Paul Schlensker    | 1:0     |
| 3 | Walter Loose     | Werner Kunerth     | remis   |
| 4 | Immo Engert      | Paul Heuäcker      | remis   |
| 5 | Siegfried Heil   | Rudolf Palme       | 0:1     |
| 6 | Rolf Roennefahrt | Hans-Jürgen Krüger | remis   |
| 7 | Heiner Greeven   | Helmut Flammiger   | 1:0     |
| 8 | Heinrich Lohmann | Karl Menger        | 1:0     |

|   | Hamburg             | Freiburg            | 5,0:3,0 |
| - | ------------------- | ------------------- | ------- |
| 1 | Ludwig Rellstab     | Gottlieb Machate    | 1:0     |
| 2 | Georg Hodakowsky    | Rudolf Kraus        | 1:0     |
| 3 | Lutz Klaeger        | Egon Heim           | 0:1     |
| 4 | Ottokar Martius     | Friedrich Kopp      | 1:0     |
| 5 | Edgar Klaeger       | Hans Decker         | 0:1     |
| 6 | Georg Maicherczyk   | Klaus Geis          | 1:0     |
| 7 | Karl Heinz Tscheppe | Udo Cawi            | 0:1     |
| 8 | Rudolf Sielaff      | Siegfried Kalbitzer | 1:0     |

## Kampf um ersten Platz
|   | Düsseldorf       | Hamburg             | 5,0:3,0 |
| - | ---------------- | ------------------- | ------- |
| 1 | Georg Kieninger  | Ludwig Rellstab     | remis   |
| 2 | Walter Niephaus  | Georg Hodakowsky    | remis   |
| 3 | Walter Loose     | Lutz Klaeger        | 0:1     |
| 4 | Immo Engert      | Ottokar Martius     | remis   |
| 5 | Siegfried Heil   | Edgar Klaeger       | 1:0     |
| 6 | Rolf Roennefahrt | Georg Maicherczyk   | 1:0     |
| 7 | Heiner Greeven   | Karl Heinz Tscheppe | remis   |
| 8 | Heinrich Lohmann | Rudolf Sielaff      | 1:0     |

## Kampf um dritten Platz
|   | Freiburg            | Frankfurt          | 6,0:2,0 |
| - | ------------------- | ------------------ | ------- |
| 1 | Gottlieb Machate    | Walter Jäger       | 1:0     |
| 2 | Rudolf Kraus        | Paul Schlensker    | remis   |
| 3 | Egon Heim           | Werner Kunerth     | remis   |
| 4 | Friedrich Kopp      | Paul Heuäcker      | remis   |
| 5 | Hans Decker         | Rudolf Palme       | 1:0     |
| 6 | Klaus Geis          | Hans-Jürgen Krüger | 1:0     |
| 7 | Udo Cawi            | Helmut Flammiger   | remis   |
| 8 | Siegfried Kalbitzer | Reimer Theil       | 1:0     |

## Die Meistermannschaft
| 1.            | Düsseldorfer Schachgesellschaft von 1925                                                                                        |
| Schachfiguren | Georg Kieninger, Walter Niephaus, Walter Loose, Immo Engert, Siegfried Heil, Rolf Roennefahrt, Heiner Greeven, Heinrich Lohmann |